# Breynia microphylla
Breynia microphylla är en emblikaväxtart som först beskrevs av Wilhelm Sulpiz Kurz, Johannes Elias Teijsmann och Simon Binnendijk, och fick sitt nu gällande namn av Johannes Müller Argoviensis. Breynia microphylla ingår i släktet Breynia och familjen emblikaväxter. Inga underarter finns listade i Catalogue of Life.